# Kirchberg-Tunnel (Albersweiler)
Der Kirchberg-Tunnel ist ein Eisenbahntunnel in Albersweiler. Er wurde 1874 eröffnet und ist mit 93 Metern Länge der kürzeste von insgesamt vier Tunneln der Bahnstrecke Landau–Rohrbach. Von 1887 bis nach dem Zweiten Weltkrieg lag im Tunnel ein zweites Gleis.

## Lage
Der Tunnel befindet sich auf der Gemarkung der Ortsgemeinde Albersweiler unweit von deren südöstlichem Siedlungsrand. Er unterquert den namensgebenden Kirchberg zur Abkürzung einer Schleife der Queich.

## Geschichte
Im Zuge der Planung der Pfälzischen Ludwigsbahn stand die Streckenführung östlich von Bexbach nicht von Anfang an fest. Am 10. Januar 1838 fand in Speyer eine Versammlung statt, die den Beginn der Aktienzeichnung für die Strecke darstellte. Ein Gutsbesitzer aus Wachenheim schlug auf dieser vor, die Bahnlinie über Zweibrücken und von dort aus über Rodalben, Annweiler und Langenkandel an den Rhein verlaufen zu lassen. Die schriftliche Begründung folgte am 20. Januar des Jahres. Obwohl die Regierung der Pfalz (Bayern) dies nach München weiterleitete, setzte sie sich nicht durch. Ein weiterer Teilnehmer der Veranstaltung argumentierte, dass eine entsprechende Streckenführung zwar kostengünstiger sei, jedoch weniger Gewinn brächte als eine solche über Kaiserslautern.
Trotz der bereits erbauten Eisenbahnstrecke über Kaiserslautern gab es 1849 Bestrebungen, eine Strecke von Zweibrücken bis nach Landau zu errichten. Die pfälzische Eisenbahnverwaltung lehnte eine solche jedoch zunächst ab, da sie zum einen eine Konkurrenz zur Pfälzischen Ludwigsbahn befürchtete und zum anderen sich der Bau des Streckenabschnitts durch den Pfälzerwald sehr aufwändig gestalten würde. Vor allem die Orte entlang der Queich drängten diesbezüglich weiter.
Anfang der 1870er Jahre begannen die Projektzeichnungen. Eine Schleife der Queich innerhalb von Albersweiler wurde durch den Bau eines Tunnels abgekürzt. Am 12. September 1874 wurde der Streckenabschnitt Landau–Annweiler einschließlich des Schwerwoogkopf-Tunnel genannten Bauwerks eröffnet, ein Jahr später folgte der Lückenschluss bis Zweibrücken.
Ursprünglich eingleisig angelegt, wurde die Strecke 1887 zweigleisig ausgebaut, was bereits von Anfang an projektiert worden war.
Ab 1946 wurde als Reparation nach dem Zweiten Weltkrieg durch die französischen Besatzung das zweite Gleis demontiert. Seither ist der Tunnel nur noch eingleisig.